# Convention baptiste du Ghana
La Convention baptiste du Ghana (anglais : Ghana Baptist Convention) est une association chrétienne évangélique d'églises baptistes au Ghana.  Elle est affiliée à l’Alliance baptiste mondiale. Son siège est situé à Accra.

## Histoire

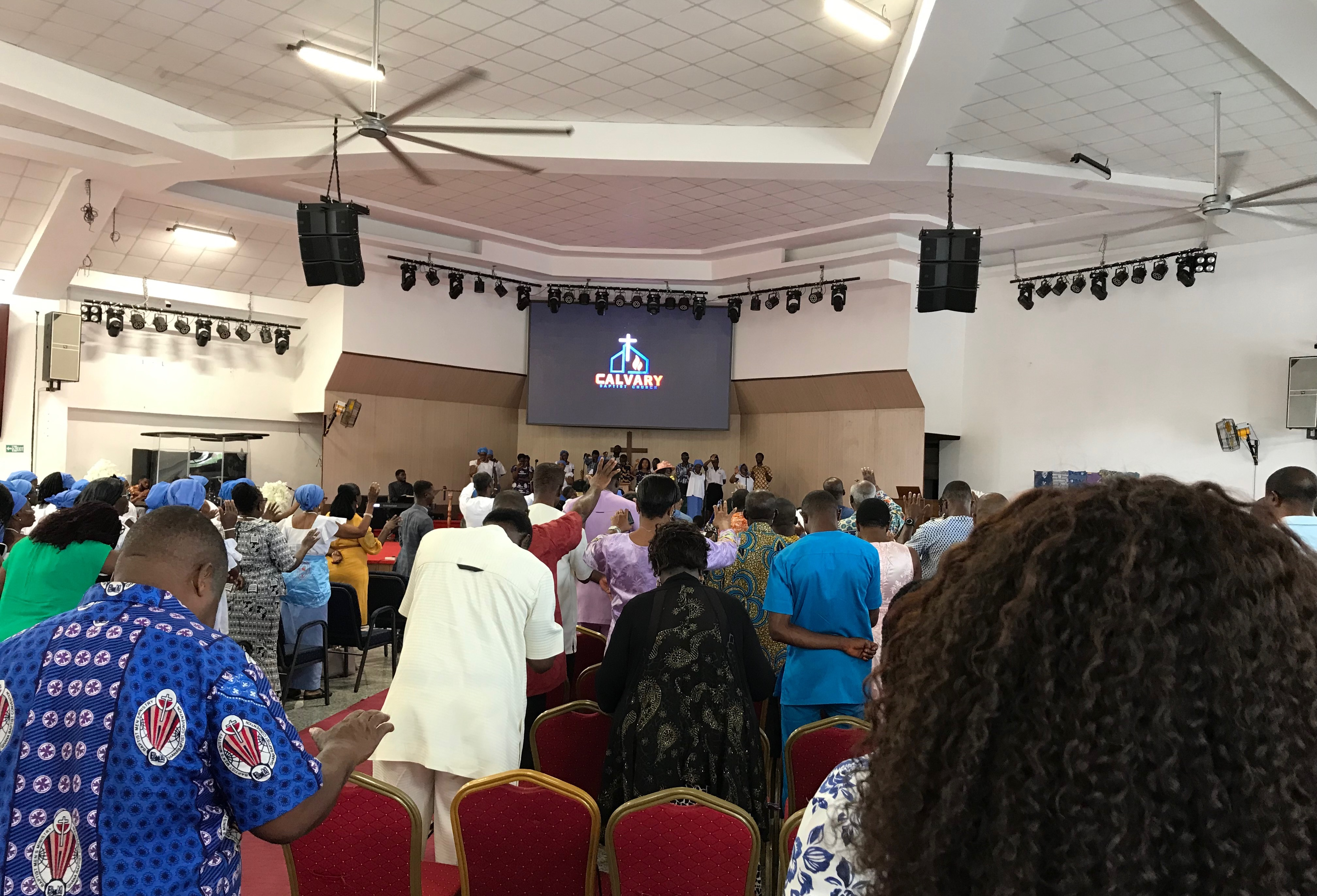
Service à l’Église baptiste du Calvaire - Shiashie d’Accra.

La Convention baptiste du Ghana a ses origines dans une mission de la Convention baptiste nigériane en 1927 à Kumasi .  Elle est officiellement fondée en 1963 sous le nom de Ghana Baptist Conference . En 1964, elle est devenue autonome de la Convention baptiste nigériane et a pris le nom de Ghana Baptist Convention .
Selon un recensement de l’association, en 2023 elle disait avoir 1,346 églises et 99,988 membres.

## Média
Elle a fondé le réseau Shalom Broadcasting Network (SBN TV) en 2018.

## Écoles

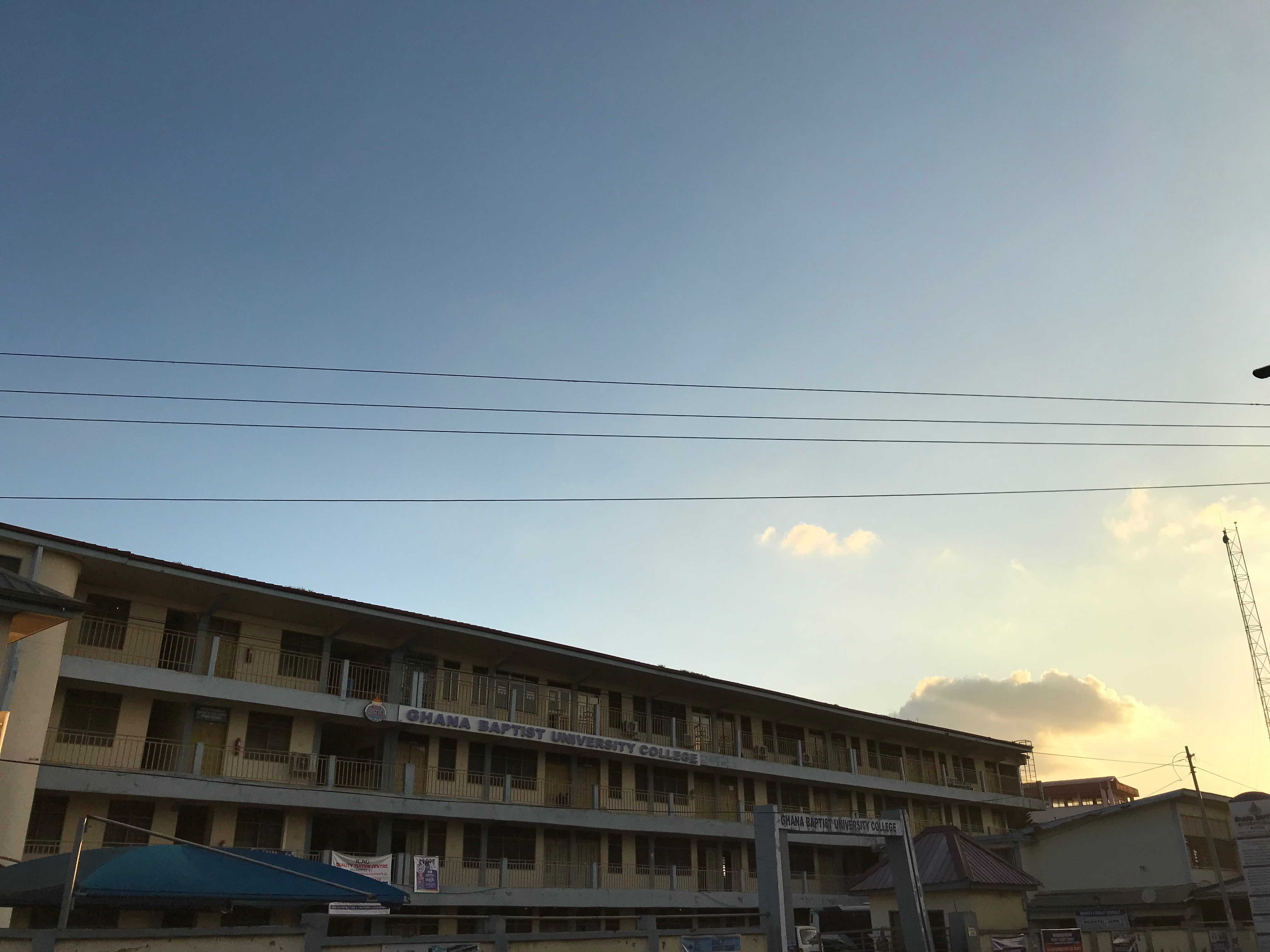
Collège universitaire baptiste du Ghana à Kumasi.

En 2006, elle a établi le Collège universitaire baptiste du Ghana à Kumasi .

## Services de santé
Elle a fondé le Baptist Medical Centre à Nalerigu, Mamprusi est, Région du Nord, en 1958.
En 2018, elle a ouvert le Nzema Baptist Hospital à Nvellenu, Jomoro, dans la Région Occidentale .